# Antoine Brun-Rollet
Pour les articles homonymes, voir Brun et Rollet.
Jacques Brun dit Jacques-Antoine Brun-Rollet, né le 25 juillet 1807 à Saint-Jean-de-Maurienne et mort le 25 septembre 1858 à Khartoum au Soudan, est un commerçant savoyard, explorateur en Afrique de l'Est.

## Biographie
Jacques Brun naît le 25 juillet 1807 à Saint-Jean-de-Maurienne, dans la vallée de la Maurienne, dans le département du Mont-Blanc (on trouve aussi parfois l'année 1810). Le duché de Savoie est, à cette période, un département français depuis son annexion de 1792.
Agé de 23 ans, « muni du passeport de son ami Antoine Rollet qu’il n’hésite pas à surcharger », Jacques Brun part de sa vallée de Maurienne pour prendre un bateau en direction de l'Égypte, en 1831,. Aventurier, il atteint en 1832 l’Abyssinie et se rend dans les ports de la rive de la mer Rouge. Il s'installe dans la cité de Khartoum et entreprend le financement d'une expédition. Il commerce, sous le nom de marchand Yacoub, avec « les peuplades qui habitent les rives du Nil, les Bagghanas, les Barys, les Denkas, les Hassanieks, etc. », auprès desquels il se familiarise tout en observant leur culture. Il est parmi les premiers à ouvrir un comptoir commercial pour l'ivoire dans la région de la haute vallée du Nil.
Il acquiert deux barques et des armes pour son expédition. Celle-ci explore la vallée supérieure du Nil, ordonnée par Méhémet Ali. Il fait partie de ces explorateurs à la recherche des sources du Nil. Brun-Rollet est proconsul de Sardaigne dans le Soudan oriental, à Khartoum.
Il devient membre correspondant de l'Académie des sciences, belles-lettres et arts de Savoie le 21 décembre 1854. Il devient membre de la Société de géographie de Paris, ainsi que membre correspondant de la Royal Geographical Society de Londres.
En 1855, le récit de son exploration est publié. Il publie des rapports sur ses découvertes dans la revue Petermanns Geographische Mitteilungen (de) de August Petermann et dans le Bulletin de la Société de Géographie de Paris.
En 1856, il remonte la vallée du Bahr el-Ghazal, sous-affluent du grand fleuve, et en rapporta les premières informations précises sur ce cours d'eau. Cependant il ne parvient pas à atteindre le Darfour.
Jacques Brun meurt le 25 septembre 1858 à Khartoum, au Soudan.

## Publications
- « Lettre de M. Rollé [sic] au consul d’Autriche (du Sennar) en date de Khartoum, le 20 juillet 1851 », Bulletin de la Société de géographie, Paris, vol. 3 (4e série),‎ 1852, p. 388-396 (lire en ligne). — Lettre suivie de Remarques, par Edme François Jomard (p. 393-396).
- « Excursion de M. Brun-Rollet dans la région supérieure du Nil : Khartoum, 1er avril 1852 », Bulletin de la Société de géographie, Paris, vol. 4 (4e série),‎ 1852, p. 399-431 (lire en ligne). — Cette relation, rédigée sous forme de lettre, est précédée d’une Introduction relative à l’état des connaissances actuelles sur l’intérieur de l’Afrique, par le chevalier Cristoforo Negri. Le texte de Brun-Rollet a fait l'objet d'un important Errata (lire en ligne), p. 625-629 de ce volume (t. 4 de la 4e série).
- « Lecture... d’une note communiquée par M. le chevalier Negri Christoforo... sur le voyage qu’a fait M. Brun-Rollet en remontant le Nil supérieur », L’Athenæum français, Paris, vol. 2 (4e série),‎ 1853, p. 174-175, article no 1 (lire en ligne). — Paru sous la rubrique : Société de géographie de Londres. Voir la notice suivante.
- « Lecture... d’une note communiquée par M. le chevalier Negri Christoforo... sur le voyage qu’a fait M. Brun-Rollet en remontant le Nil supérieur », L’Athenæum français, Paris, vol. 2 (4e série),‎ 1853, p. 195-197, article no 2 (lire en ligne). — Paru sous la rubrique : Sociétés de géographie de Londres et de Paris. Reproduit les deux lettres citées plus haut (20 juillet 1851 et 1er avril 1852).
- « Lettre de M. Brun-Rollet à M. Jomard, arrivée par l’entremise de Linant-Bey : Korosko, 20 novembre 1852 », Bulletin de la Société de géographie, Paris, vol. 5 (4e série),‎ 1853, p. 95-100 (lire en ligne).
- « Voyage de M. Brun-Rollet au Nil Blanc », Bulletin de la Société de géographie, Paris, vol. 8 (4e série),‎ 1854, p. 370-397 (lire en ligne).
- « Le Misselad ou Keilak », Nouvelles annales des voyages, Paris, vol. 1,‎ 1855, p. 131-132 (lire en ligne). — Extrait d’un rapport communiqué par Brun-Rollet à la Société de géographie.
- Le Nil Blanc et le Soudan : études sur l’Afrique centrale, mœurs et coutumes des sauvages, Paris, L. Maison, 1855, 355 p. (lire en ligne).
- « Notes sur l’état présent du Sennar, sur son avenir et son influence sur l’avenir de l’Égypte », Bulletin de la Société de géographie, Paris, vol. 9 (4e série),‎ 1855, p. 362-371 (lire en ligne).
- « Extrait d’une lettre de M. Brun-Rollet à M. Jomard, [datée] de la tribu Diakindj, fleuve des Gazelles, 3 février 1856 », Bulletin de la Société de géographie, Paris, vol. 11 (4e série),‎ 1856, p. 375-377 (lire en ligne).
- « Extrait d’une lettre de M. Brun-Rollet à M. Jomard, [datée de] chez les Dirfs, Bahar el Ghazal, 15 mars 1856 », Bulletin de la Société de géographie, Paris, vol. 12 (4e série),‎ 1856, p. 5-13 (lire en ligne). — Tiré à part la même année dans : Fragments sur divers sujets de géographie, Paris, L. Martinet (lire en ligne).
- « Voyage de Brun-Rollet dans la contrée marécageuse du Nam-Aith, à l’ouest du Lac No, et au Bahr-el-Abiad, en 1856 »  (publ. par l’abbé Achille Dinomé), Nouvelles annales des voyages, Paris, vol. 1,‎ 1863, p. 129-154 (lire en ligne). — Initialement publié en allemand (avec deux cartes) dans : August Petermann, Ergänzungsheft, 1862 (lire en ligne), p. 18-30. Le texte original est inséré dans le cahier complémentaire n° 7 des Mitteilungen.